# Jai Taurima
Jai Desmond Taurima, detto Jumping Jai (Gold Coast, 26 giugno 1972), è un ex lunghista australiano, vincitore di una medaglia d'argento ai Giochi olimpici di Sydney 2000.

## Palmarès
| Anno | Manifestazione          | Sede         | Evento         | Risultato | Prestazione | Note             |
| ---- | ----------------------- | ------------ | -------------- | --------- | ----------- | ---------------- |
| 1998 | Giochi del Commonwealth | Kuala Lumpur | Salto in lungo | Argento   | 8,22 m      |                  |
| 2000 | Giochi olimpici         | Sydney       | Salto in lungo | Argento   | 8,49 m      | Record oceaniano |